# 小韋爾比夫卡
小韋爾比夫卡（烏克蘭語：Мала Вербівка），是烏克蘭西部利沃夫州桑博爾區比斯科维奇市镇内的村庄，面積1.45平方公里，海拔高度272米，2001年人口102，人口密度每平方公里70.34人。